# جام چهل‌کلید
جام چهل‌کلید یا چهل بسم الله یکی از سوغات‌های قدیمی شهر مشهد است. ظرفی است برنجی که همه جایش چهل آیه که با «قل» شروع می‌شود، حک کرده‌اند و چهل کلید کوچک با زنجیر به آن زده‌اند. جام چهل کلید را جام تفأل و غیب گویی نیز نامیده‌اند. این گونه جام برنجی که در سده ۱۵ و ۱۶ میلادی با نقوش و زمینه مشکی با دست کنده کاری می‌شد، در دوران پیش از دودمان صفوی وجود نداشت و ظاهراً پس از روی کار آمدن خاندان صفوی برای فالگیری و طالع بینی از سوی غیب گویان و فالگیران بکار می‌رفت. بر لبه باریک جام، سوراخ ریزی وجود داشت که چهل قطعه کوچک و باریک مستطیل شکل برنجی، منقش به واژه‌های «بسم الله الرحمن الرحیم» در بندی به صورت کلاف در این سوراخ قرار می‌گرفت. لبه سطح بیرونی جام با نام چهارده معصوم به خط ثلث به صورت هشت کتیبه جدا از یکدیگر که به وسیله سه خط موازی از سطح زیرین مجزا شده نقش بسته بود، بعلاوه هشت دایره کوچک مزین به خطوط اسلیمی، این کتیبه‌ها را از هم جدا ساخته. زمینه بیرونی ظرف با اعداد و حروف سحر آمیز و طلسماتی که بر اسرار آن تنها افسونگران و فالگیران آشنایی داشتند پوشیده شده و در میان هشت کتیبه مستطیلی شکل که در بین هشت دایره ترسیم شده دعای نادعلی به خط نستعلیق نقش شده بود.
در بخش داخلی این اثر نفیس، کتیبه‌هایی با عناوین آیه‌الکرسی، انا فتحنا، سوره حمد، سوره نصر، سوره ناس و سوره قارعه مشاهده می‌شود و در بخش بیرونی، آیه و ان یکاد، اسامی دوازده معصوم، دعای نادعلی، آیه‌های قرآنی و دوازده صورت فلکی حک شده‌است.
در قدیم، برخی مردم عقیده داشتند که گاهی در حمام‌ها جنیان رفت و آمد می‌کنند، به همین دلیل برای دفع جنیان به عواملی چون جام چهل کلید متوسل می‌شدند. در حال حاضر، این اثر در موزه مردم‌شناسی آستان قدس رضوی واقع در سردر غربی صحن جامع رضوی به نمایش درآمده‌است.
اما امروزه شکل و نحوه کار این جام تغییر کرده‌است، به طوری‌که در فروشگاه‌ها و اماکنی که انواع سوغات مشهد عرضه می‌شود، جام‌هایی طلایی رنگ به چشم می‌خورد که روی هم چیده شده‌اند و در بازار، بنا به شکل ظاهری آن به جام چهل کلید معروف است. گویا این جام جایگزین همان جام دوران صفویه شده‌است.
بنا بر گفته‌ها، این جام برای گشایش کار، بخت‌گشایی و چله بریدن نوزاد کاربرد دارد. نماد دست که در برخی جام‌ها به صورت عمودی از میان ظرف بیرون آمده، از طراحی‌هایی است که بعدها به این جام اضافه شده‌است و برخی زائران این جام را به عنوان نمادی برای گرفتن حاجات تهیه می‌کنند.
در گذشته، بسیاری از زائران کاسه‌ای نذر حرم می‌کردند تا لب تشنگان بارگاه ملکوتی حضرت رضا(ع) را سیراب کنند و جالب اینجاست که عده‌ای برای شفا گرفتن، همین کاسه‌ها را به نیت شفا با خود به شهرشان می‌بردند، اما به طور کلی کاسه‌های طلایی در شهر مشهد، نماد تبرک و نوشیدن آب به نیت شفاست و یکی از سوغات سنتی این شهر تلقی می‌شود.
می‌گویند از این جام برای رفع و دور کردن جن‌ها نیز استفاده می‌شده‌است (کتاب تهران قدیم، ناصر نجمی، ص ۲۱۸)